# Myxus petardi
Myxus petardi és una espècie de peix de la família dels mugílids i de l'ordre dels mugiliformes.

## Particularitats
Myxus petardi és l'única espècie del gènere Myxus.

## Morfologia
- Els mascles poden assolir 81 cm de longitud total i 7.500 g de pes.[4][5]

## Alimentació
Menja algues, plantes microscòpiques, detritus i invertebrats bentònics.

## Reproducció
És ovípar i els ous pelàgics. La maduresa sexual l'assoleix als 4 anys (al voltant dels 30 cm de llargària).

## Hàbitat
És un peix de clima subtropical (9 °C-27 °C) i pelàgic-nerític.

## Distribució geogràfica
Es troba a Austràlia.

## Observacions
És inofensiu per als humans.